# Комітет Верховної Ради України з питань інтеграції України з Європейським Союзом
Комітет Верховної Ради України з питань інтеграції України з Європейським Союзом — утворений 29 серпня 2019 у Верховній Раді України IX скликання. У складі комітету 9 депутатів, голова Комітету — Климпуш-Цинцадзе Іванна Орестівна. 

## Склад
У складі комітету:
1. Климпуш-Цинцадзе Іванна Орестівна — голова Комітету, представник депутатської фракції Політичної партії «Європейська Солідарність»
2. Галайчук Вадим Сергійович — перший заступник голови Комітету, представник депутатської фракції Політичної партії «Слуга народу»
3. Волошин Олег Анатолійович — заступник голови Комітету, представник депутатської фракції політичної партії «Опозиційна платформа — За життя»
4. Мезенцева Марія Сергіївна — заступник голови Комітету (голова підкомітету з питань наближення законодавства України до законодавства ЄС), представник депутатської фракції Політичної партії «Слуга народу»
5. Наливайченко Валентин Олександрович — секретар Комітету, заступник голови, представник депутатської фракції Політичної партії Всеукраїнське об'єднання «Батьківщина»
6. Вінтоняк Олена Василівна — член Комітету (голова підкомітету з питань регіонального та транскордонного співробітництва між Україною та країнами-членами ЄС), представник депутатської фракції Політичної партії «Слуга народу»
7. Любота Дмитро Валерійович — член Комітету (голова підкомітету з питань економічного, секторального співробітництва та поглибленої і всеохоплюючої зони вільної торгівлі між Україною та ЄС), представник депутатської фракції Політичної партії «Слуга народу»
8. Мельник Павло Вікторович — член Комітету (голова підкомітету з питань координації програм технічної допомоги Європейського Союзу та співпраці з Євратомом), представник депутатської фракції Політичної партії «Слуга народу»
9. Порошенко Петро Олексійович — член Комітету, представник депутатської фракції Політичної партії «Європейська Солідарність»

## Предмет відання
Предметом відання Комітету є:
- участь України в міжнародних інтеграційних процесах, пов'язаних з діяльністю Європейського Союзу (ЄС);
- адаптація українського законодавства до законодавства Європейського Союзу (ЄС), забезпечення його відповідності зобов'язанням України у рамках Ради Європи (РЄ);
- оцінка відповідності законопроєктів міжнародно-правовим зобов'язанням України у сфері європейської інтеграції;
- державна політика у сфері європейської інтеграції;
- забезпечення міжпарламентських зв'язків у рамках співробітництва України з Європейським Союзом (ЄС);
- координація програм технічної допомоги Європейського Союзу (ЄС) Верховній Раді України та спеціальних навчальних програм;
- надання згоди на обов'язковість міжнародних договорів України з Європейським Союзом (ЄС) та його державами-членами (ратифікація, приєднання до міжнародного договору, прийняття тексту міжнародного договору), денонсація зазначених міжнародних договорів України;
- транскордонне та міжрегіональне співробітництво з країнами Європейського Союзу (ЄС);
- співробітництво з інституціями ЄС з питань забезпечення відсічі зовнішньої агресії проти України, невійськових міжнародних форм та методів стримування держави-агресора.